# Roperuelos del Páramo
Roperuelos del Páramo è un comune spagnolo di 771 abitanti situato nella comunità autonoma di Castiglia e León.